# Yngve A. A. Larsson

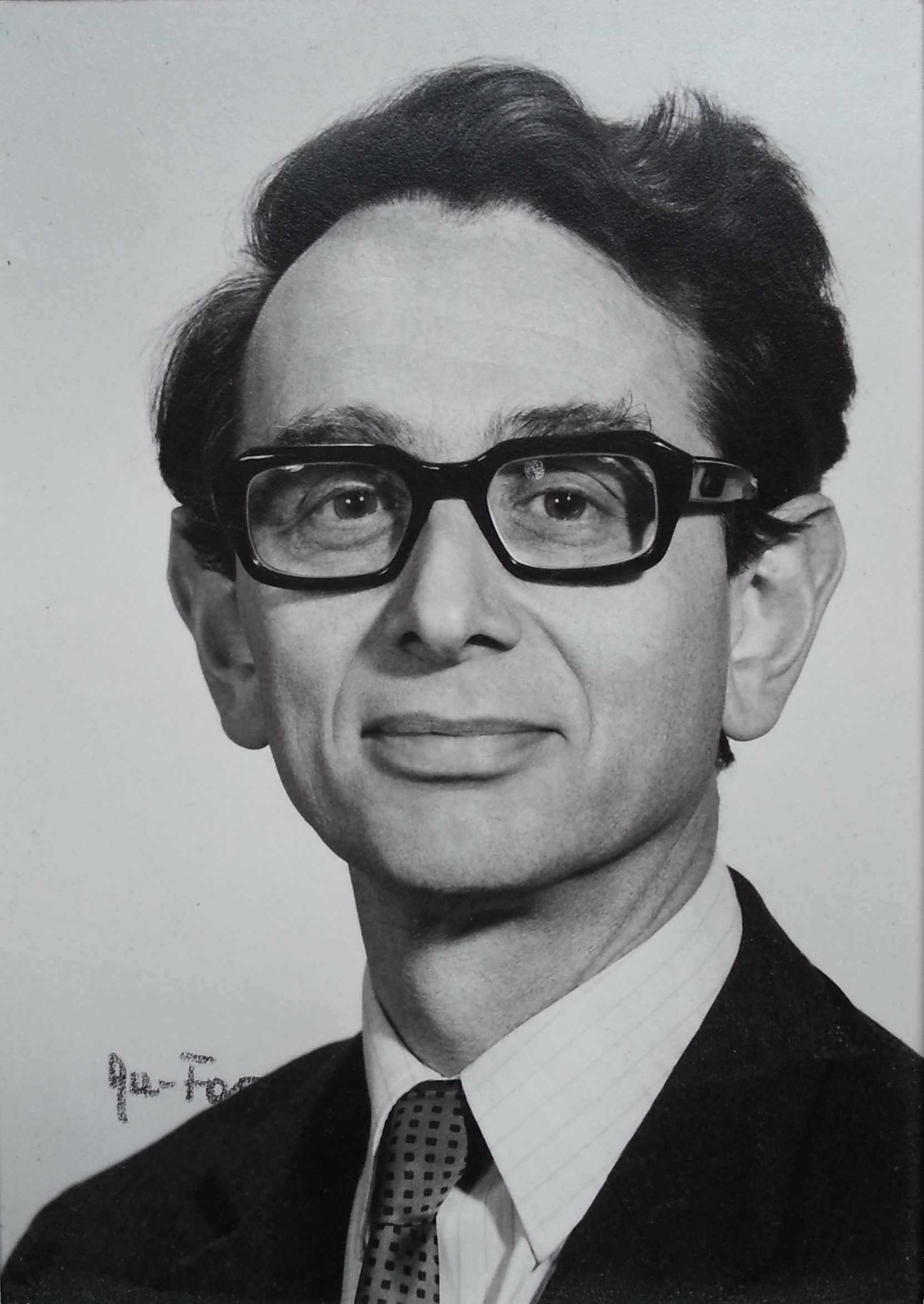
Yngve Larsson

Yngve Axel Andreas Larsson (* 9. Januar 1917 in Stockholm; † 22. März 2014 in Lidingö) war ein schwedischer Kinderarzt und Diabetologe, der von 1944 bis 1997 als Arzt, Direktor und Professor in Stockholm, Addis Abeba und Linköping wirkte.
Larsson war Sohn des Stockholmer Kommunalrats Yngve Larsson.